# Карликовая домашняя свинья
Карликовая домашняя свинья, или минипиг (англ. mini pig), используется в лабораторных и медицинских исследованиях и в качестве декоративного домашнего животного. Обычно вес минипига варьирует от 32 до 68 кг.

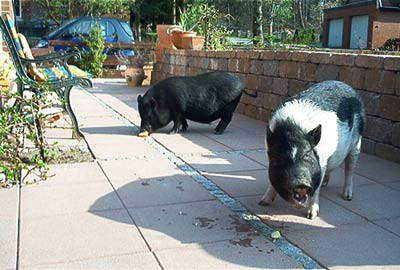
Взрослые минипиги

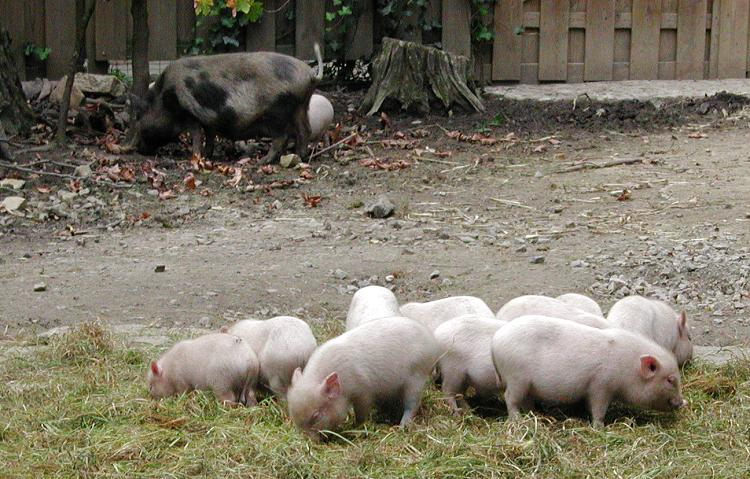
Поросята минипигов

## История появления
Этих миниатюрных свиней начали выводить с 1950-х годов в Германии, используя маленьких диких кабанов и вьетнамскую вислобрюхую свинью. Чётких стандартов у породы нет, селекционеры из многих стран, в том числе из России, работают над выведением более мелких особей, так называемых микропигов. Встречаются во всех континентах, кроме Антарктиды, населяют зону степей и лесов Палеарктики от западной Европы через Россию до Дальнего Востока и Японии. А также, они использовались в медицинских целях, где требовалось сложные исследования.
К ним также относят одомашненных карликовых свиней.

## Особенности развития
Окрас минипигов разнообразен: чёрный, рыжий, песочный, мраморный, тигровый, смешанный. Продолжительность жизни 10-15 лет. В декоративном качестве содержатся в квартире так же, как собаки и кошки. Считаются умными животными, легко поддаются дрессировке, обучаемы командам, приучаются к лотку, практически не издают запаха. В детстве игривы, но склонны к ожирению, в связи с чем рекомендуется диета и выгул.
Минипиги растут до 2 лет, после этого они начинают кабанеть (толстеть) и набирают вес они на протяжении всей жизни. Средний вес взрослого стандартного минипига — 40-80 кг, мелкого (микропиги) — 10-30 кг, крупного — 80-120 кг. Бывают единичные исключения — 5-10 кг, например порода мини-майялино.
Минипиги линяют и могут вызывать аллергию. Минипиги нуждаются в дрессировке, в противном случае они будут своенравны и могут не ужиться с детьми и пожилыми людьми  проявлять агрессию. Минипиги требуют много внимания первые месяцы в семье, им надо объяснять, что можно, а что нельзя. Невоспитанный минипиг будет портить мебель и обстановку, но при помощи зоопсихологов поведение легко корректируется.
Минипиги всеядны, меню зависит от условий, в которых будет жить поросёнок: квартира или загородный дом, холодное помещение или тёплое.
Для поддержания хорошей физической формы свинок необходима правильная диета. Скудное питание приводит к дистрофии, облысению, авитаминозам. Противопоказаны жирные, острые, сладкие и солёные, а также содержащие животные жиры продукты, жареное и печёное. 
В последние годы участились случаи мошенничества с минипигами. Так как в Интернете много ложной и противоречивой информации об их весе во взрослом возрасте, простоте содержания, а также представлено много фотографий, на которых под видом карликовых пород изображены новорожденные свинки, заводчики не рассказывают потенциальным покупателям истинную ситуацию.

## Породы
Поскольку у минипигов нет четких стандартов, условно можно выделить следующие породы:
- Вьетнамская вислобрюхая свинья. Прародитель карликовых домашних свиней. С этой породы началась селекция на уменьшение размеров тела. Вес 45—100 кг. Порода популярна в основном в Америке. Лучше всего содержать в загородном доме с участком;
- Геттингенский минипиг[англ.]. Довольно молодая немецкая селекционная порода, внешне похожая на вьетнамских. Вес 70—90 кг;
- Визенау. Компактная с квадратным корпусом, морда без складок, вес до 60 кг;
- Бергштрессер книрт (карапузик). Мелкая порода, популярная в Европе. Вес 20—30 кг;
- Минимайялино. Относится к микропигам. Селекционная порода. Занесена в книгу рекордов Гиннесса как самая миниатюрная. Вес взрослых около 12 кг. В России данная порода не представлена. Вероятнее всего, это был единичный успешный случай выведения такого карликового животного в Италии, который не получил дальнейшего распространения, поскольку такие крошечные минипиги достаточно болезненны и практически не пригодны для размножения.
- Choctaw hog[англ.]
- Kunekune[англ.]